# خوان أنخيل سيجورو
خوان أنخيل سيجورو (بالإسبانية: Juan Ángel Seguro Rodríguez)‏ هو لاعب كرة قدم مكسيكي في مركز نصف الجناح، ولد في 19 يناير 1984 في مدينة مكسيكو في المكسيك. لعب مع أوساسونا ب وأوساسونا وريال يونيون وفيكتوريا هامبورغ ونادي سبتة ونادي سيستاو ريفر.

## وصلات خارجية
- خوان أنخيل سيجورو على موقع قاعدة بيانات كرة القدم.إي يو (الإنجليزية)
- خوان أنخيل سيجورو على موقع Soccerway.com (الإنجليزية)